# 10918 Kodaly
10918 Kodaly eller 1998 AS1 är en asteroid i huvudbältet som upptäcktes den 1 januari 1998 av Spacewatch vid Kitt Peak-observatoriet. Den är uppkallad efter den ungerske tonsättaren Zoltán Kodály.
Asteroiden har en diameter på ungefär 8 kilometer och den tillhör asteroidgruppen Themis.